# Rio Côvo
O rio Côvo ou rio Touro é um  dos afluente da margem direita do rio Paiva. Nasce na costa sul da Serra da Nave, passa nas proximidades de Touro, Adomingueiros e Vila Cova à Coelheira, onde desemboca próximo de Covelo de Paiva.
É um rio de montanhas, perene, com corredeiras, de águas frias, ideal para pescarias e rafting. 